# فريتزينج
فريتزينج (بالإنجليزية: Fritzing)‏ مشروع مفتوح المصدر  لتطوير برمجية للتصميم بمساعدة الحاسوب للمحترفين وهواة تصميم الدارات الإلكترونية ويساعد المصممين والفنيين على رسم وتركيب نماذج للدارات الإلكترونية بكيفية سهلة مع تصحيح آلي للمسارات ويدعم كذلك الربط على الشبكة للمشروعات المشتركة . تم تطويره في جامعة بوتسدام للعلوم التطبيقية .

## الأهداف

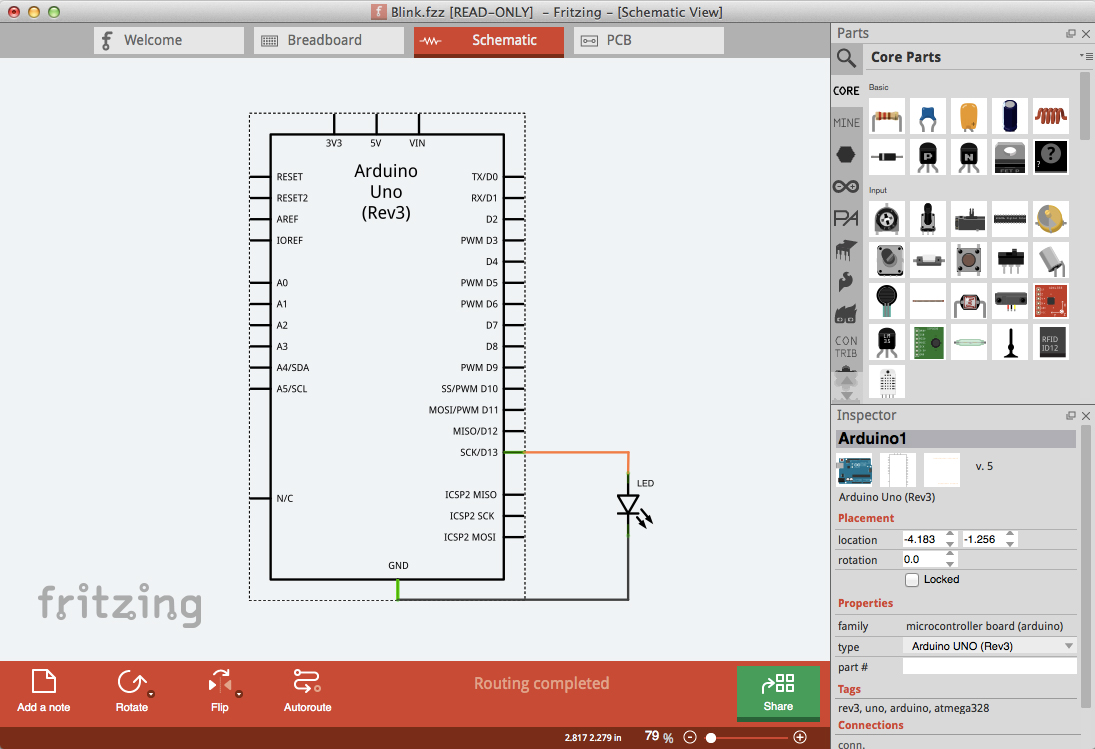
شكل تصميم مخطط الدائرة بفريتزينج

بدأ إنشاء البرنامج لدعم لغة البرمجة بروسيسنج والمتحكم الدقيق أردوينو  كما يسمح للفنيين والمصممين والباحثين وحتى الهواة بتوثيق أعمالهم على لوحات أردوينو وبناء نماذج لها وإنشاء مخططات لوحات الدارات المطبوعة لتصنيعها.كما يساعد موقع الدعم للبرنامج المستخدمين على تبادل الخبرات ومناقشة مسودات تصميماتهم لتحسينها وتقليل تكلفة التصنيع.
قد ينظر لفريتزينج على أنه من أدوات أتمتة التصميم الإلكتروني EDA لغير المهندسين حيث تعتمد بيئة الإدخال على تصميم النماذج على لوحة الاختبار . في حين تركز المخرجات على صور الإنتاج للتصميم .
بدءاً من 2 ديسمبر 2014 تم إضافة خيار متصفح الكود (بالإنجليزية: code view)‏ والذي يسمح برفع الكود على لوحة أردوينو مباشرة من فريتزينج .
المكونات الرسومية للبرنامج مطروحة تحت رخصة المشاع الإبداعي النسبة-الترخيص بالمثل CC-BY-SA ما يلزم أن يكون نفس الترخيص لأي تصميم ينشأ بها .
|  |  |

## المطورون
الكود المصدري لفريتزينج مكتوب بلغة سي++ وباستخدام منصة التطوير كيوت QT . ويمكن تحميل الكود المصدري من مستودعات غيت هاب وهو مقسم على مستودعين رئيسيين :تطبيق فريتزينج (بالإنجليزية: Fritzing-App)‏ وأجزاء فريتزينج (بالإنجليزية: Fritzing-Parts)‏ .(الوصلات في أسفل المقال)

## المصنعون
المصنع (بالإنجليزية: Maker)‏ هو المستخدم الذي يهتم باستخدام البرمجية في التصميم العتادي على عكس المطورون الذين يهتمون بتطوير البرمجية .ويتميز فريتزينج بسهولة تصميم لوحات الدارات المطبوعة كما يمكن طلب تصنيع الدارات المصممة بفريتزينج عن طريق فريتزينج فاب .

## وصلات خارجية
- فريتزينج على موقع Open Hub (الإنجليزية)
- فريتزينج على موقع Free Software Directory (الإنجليزية)
- فريتزينج على موقع Framasoft (الفرنسية)
- الموقع الرسمي
- فاب سيرفيس
- Fritzing-App على غيت هاب
- Fritzing-Parts على غيت هاب
- فريتزينج نظرة عامة